# レフォルマトスキー反応
レフォルマトスキー反応（レフォルマトスキーはんのう、Reformatsky reaction）とは、有機化学における縮合反応のひとつ。α-ハロカルボン酸エステルに粉末状の金属亜鉛を作用させて有機亜鉛化合物を発生させ、アルデヒドやケトンで捕捉して新しい C-C結合を持つ β-ヒドロキシエステルを得る反応である。ロシアの化学者、Sergey Reformatsky により1887年に報告された。日本語への字訳にリフォルマツキー反応などのぶれがある。反応名は、発見者のセルゲイ・レフォルマトスキーにちなんでいる。
中間体の有機亜鉛化合物（上式の反応では Br-Zn-CH2CO2R3）は「レフォルマトスキー試薬」と呼ばれる。マグネシウムを中心金属とするグリニャール試薬よりも求核性は低く、ゆえに分子内にエステル基が存在しても、その地点が亜鉛上の有機基の攻撃を受ける自己縮合反応は起こりにくい。
いくつかのレビューが出ている。

## 試薬の構造
レフォマルトスキー試薬の一種であるtert-ブチルブロモ酢酸亜鉛とエチルブロモ酢酸亜鉛のTHF錯体は結晶構造がわかっている。どちらも二量体が形成されて八員環ができているが、その立体構造は異なる。エチルブロモ酢酸亜鉛は船形に近い立体配座を取り、臭素原子もTHF配位子もシスに配位する。一方term-ブチルブロモ酢酸亜鉛はいす形に近い配座をとり、THFと臭素原子がそれぞれトランスに配位する。
|                              |                                   |
| エチルブロモ酢酸亜鉛の二量体 | tert-ブチルブロモ酢酸亜鉛の二量体 |

## 反応機構
α-ハロエステルの炭素-ハロゲン結合に金属亜鉛が酸化的付加して挿入される。(1)この化合物は二量化し、2つの亜鉛エノラートへと転位する。(2)アルデヒドやケトンの酸素が亜鉛に配位して六員環のいす型に似た遷移状態(3)を作る。亜鉛がアルデヒドやケトンの酸素原子上に転位し、炭素-炭素結合が形成される。(4)酸による後処理 (化学)を行って(5,6)亜鉛を取り除き、亜鉛(II)イオンの塩とβ-ヒドロキシエステル(7)を得る。